# Beverbeek Classic 2013
La Beverbeek Classic 2013, sedicesima edizione della corsa, valida come evento dell'UCI Europe Tour 2013 categoria 1.2, si svolse il 23 febbraio 2013 su un percorso di 148 km. Fu vinta dall'olandese Nick van der Lijke, che terminò la gara in 2h 53' 21" alla media di 51,22 km/h.
Furono 123 i ciclisti che tagliarono il traguardo.

## Squadre partecipanti
| N.    | Cod. | Squadra                     |
| ----- | ---- | --------------------------- |
| 1-7   | TSV  | Topsport Vlaanderen-Baloise |
| 8-14  | CRE  | Crelan-Euphony              |
| 15-21 |      | BMC Development Team        |
| 22-28 | CCD  | Team Differdange-Losch      |
| 29-35 | RB3  | Rabobank Development Team   |
| 36-42 | CJP  | Cyclingteam Jo Piels        |
| 43-49 | RIJ  | Cyclingteam De Rijke-Shanks |
| 50-56 | MET  | Metec-TKH Continental       |
| 57-63 | SKT  | An Post-ChainReaction       |
| 64-70 | MMM  | Team 3M                     |
| 71-77 | DOL  | Doltcini-Flanders           |
| 78-84 | WBC  | Wallonie-Bruxelles          |
| 85-91 | CCB  | Colorcode-Biowanze          |
| 92-98 | TWJ  | To Win-Josan Cycling Team   |

| N.      | Cod. | Squadra                         |
| ------- | ---- | ------------------------------- |
| 99-105  | PWC  | Pôle Continental Wallon         |
| 106-112 | WIL  | Vérandas Willems                |
| 113-119 | TRS  | Team Quantec-Indeland           |
| 120-126 | TSP  | Nutrixxion-Abus                 |
| 127-133 | TJM  | Joker-Merida                    |
| 134-140 |      | Eseg Douai                      |
| 141-147 |      | Bianchi Lotto N.H.Tielen        |
| 148-154 |      | Lotto-Belisol U23               |
| 155-161 |      | Ovyta-Eijssen-Acrog             |
| 162-168 |      | United Cyclling Team St.Truiden |
| 169-175 |      | Rock Werchter Cycling Team      |
| 176-182 |      | VL Technics-Abutriek Cycling T. |
| 183-189 |      | Baby-Dump Cycling Team          |
| 190-196 |      | K.W.C. de Rupelspurters Boom    |

## Ordine d'arrivo (Top 10)
| Pos. | Corridore            | Squadra       | Tempo    |
| ---- | -------------------- | ------------- | -------- |
| 1    | Nick van der Lijke   | Rabobank Dev. | 2h53'21" |
| 2    | Dries Hollanders     | Metec-TKH     | s.t.     |
| 3    | Tom Vermeer          | Jo Piels      | s.t.     |
| 4    | Tom Dernies          | Wallonie-Br.  | s.t.     |
| 5    | Roy Sentjens         | De Rijke-Sh.  | s.t.     |
| 6    | Ruben Boons          | Lotto U23     | a 3"     |
| 7    | Christer Jensen      | Joker-Merida  | a 52"    |
| 8    | Ronan McLaughlin     | An Post-Ch.   | a 53"    |
| 9    | Remco Te Brake       | Metec-TKH     | s.t.     |
| 10   | Geert van der Weijst | Jo Piels      | s.t.     |